# Lautertal (Bergstraße járás)
Lautertal település Németországban, Hessen tartományban. Lakosainak száma 7167 fő (2023. december 31.).

## Népesség
A település népességének változása:
| Lakosok száma | 7151 | 7191 | 7196 | 7186 | 7214 | 7167 |
|               | 2014 | 2017 | 2019 | 2021 | 2022 | 2023 |